# Байбеков Вільдан Умарович
Байбе́ков Вільда́н Ума́рович (*7 травня 1948) — художник. Член Національної спілки художників України з 1977 р. Працює у жанрах станкового та монументального живопису.

## Життєпис
Народився 7 травня 1948 року. Закінчив Республіканський художній коледж у м. Ташкент (1968), Харківський художній інститут за фахом «монументально-декоративне мистецтво» (1973). Жив і працював у Вінниці, але у 1981 році подався до Москви, де став членом Московської спілки художників.

## Творчість
Байбеков автор мозаїчного панно, яке прикрашає фасад РАЦСу (реєстрація актів цивільного стану) у місті Вінниця, вул. Замостянська 26. Це блакитне абстрактне панно зі смальти розміром 1200х300 створене у 1980 році.